# Björn-Uwe Abels
Björn-Uwe Abels (* 20. července 1941, Berlín) je prehistorický archeolog a hlavní konzervátor bavorské památkové péče v Memmelsdorfu. V letech 1978/79 a 2005/2006 přednášel na univerzitě Otty Friedricha o raně laténském osídlení Bavorska.
Je členem Německého archeologického institutu a žije v Bambergu.

## Dílo
- Die vor- und frühgeschichtlichen Geländedenkmäler Unterfrankens, Kallmünz, 1979
- Archäologischer Führer Oberfranken, Theiss : 1986, ISBN 3806203733
- Die Heunischburg bei Kronach. Ein späturnenfelderzeitlicher Siedlungsplatz, Regensburg 2002, ISBN 393048028X
- Staffelstein v: Biel, Jörg / Rieckhoff, Sabine u. a.: Die Kelten in Deutschland, Theiss : 2001, S.466 - 469, ISBN 3-8062-1367-4
- Die Kelten in Oberfranken v: Archiv für Geschichte in Oberfranken 73, 1993, 55-65.
- Historische Belege aus der Münzkunde v: Rajasthan Land der Könige, Linden - Museum Stuttgart 1996, 37-39.
- Die Ehrenbürg bei Forchheim, Die frühlatènezeitliche Zentralsiedlung Nordostbayerns v: D. Krausse und D. Beilharz, "Fürstensitze" und Zentralorte der frühen Kelten, Abschlusskolloquium des DFG-Schwerpunktprogramms 1171 in Stuttgart, 12.-15. října 2009, díl 1, Stuttgart 2010, 101-128.